# Nigar Shikhlinskaya
Nigar Huseyn Afandi gizi Shikhlinskaya, née Gayibova (en azerí: Nigar Hüseyn Əfəndi qızı Şıxlinskaya) (Tiflis, 21 de marzo de 1878 – Bakú, 15 de agosto de 1931) fue una enfermera azerí, siendo la primera mujer de su país en ejercer esta profesión. Hablaba fluidamente varios idiomas, incluyendo el ruso y el francés, y participó en el Frente Occidental de la Primera Guerra Mundial, donde abrió hospital de la Cruz Roja.
El 1 de agosto de 1914, su apelación a las mujeres fue publicada en el periódico Russkiy Invalid (Veterano Ruso). Shikhlinskaya co-lideró la comunidad Cruz Roja hasta 1918, establecida por las esposas de los oficiales.

## Vida

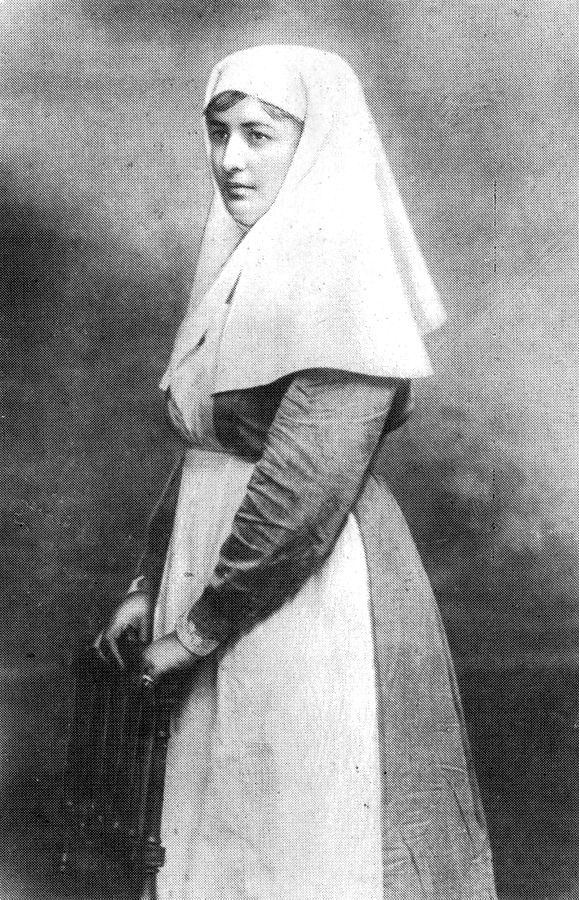
Nigar Shikhlinskaya

Shikhlinskaya fue hija del iluminador Huseyn Afandi Gayibov. Tras graduarse de la Universidad Femenina de Transcaucasia con una medalla de oro en 1889, se convirtió en la primera mujer en obtener la educación superior. Shikhlinskaya quedó viuda después de la muerte de Dervish-bek Palavandishvili, perteneciente a la nobleza georgiana. El 27 de octubre de 1909, se casó con el famoso coronel y comandante azerí Aliagha Shikhlinski y la pareja regresó hacia Tsarskoye Seló.

## Durante la guerra
El 2 de agosto de 1914 Nigar fue con su marido adonde los Guardias del Estado Mayor del Distrito militar de San Petersburgo. Poco tiempo después, Nigar fue elegida jefa del Comité de Damas en la Escuela de Oficiales de Artillería. El hospital adjunto se hizo comúnmente conocido como Hospital Shikhlinskaya. Nigar mantuvo correspondencia con su esposo mediante versos, que se dedicaban mutuamente. En sus memorias, Shikhlinski recuerda que Nigar también escribía cartas a los soldados heridos en dos idiomas extranjeros (aparte del ruso) y estos se solían llamarla Mamasha (Mamá). En 1916, un pariente cercano de Nigar llamado Farrukh Gayibov, uno de los primeros pilotos de combate azerí, murió en medio de una batalla aérea. El 10 de marzo de 1920, Shikhlinski en calidad de Viceministro de Guerra de la recién creada República Democrática de Azerbaiyán, funda la Cruz Roja de Azerbaiyán, y Nigar se convierte en una de las primeras enfermeras de esta.
En sus memorias, Shikhlinski escribió: "La muerte de mi esposa (...) fue un golpe fatal para mí. Todo ha muerto con mi esposa - tanto la felicidad como la salud". Su otra cita conocida es "contar mi fecha de muerte a partir de la muerte de Nigar". Se desconoce su Shikhlinskaya tuvo algún hijo. En su artículo "La Vida del General Aliagha Shikhlinski", el Teniente coronel y alto funcionario científico Shamistan Nazirli del Ministerio de Defensa de Azerbaiyán, incluido una foto, hizo comienzos del siglo XX, en donde se dice que está con su hijo.